# Gales del Sur
Gales del Sur (del galés: De Cymru) es una región de Gales que limita con Inglaterra al este y el canal de Brístol al sur. Dentro del mismo Gales, limita con Gales Central al norte y Gales Occidental al oeste.

## Características
Es la región más densamente poblada de la zona suroccidental del Reino Unido, la residencia de 2,1 millones de habitantes, y la sede de la capital Cardiff lo mismo que Newport, otra gran ciudad galesa.
Además de los condados correspondientes a esos centros urbanos, Gales del Sur comprende Merthyr Tydfil, Caerphilly, Blaenau Gwent, Torfaen, Monmouthshire, Vale of Glamorgan, Bridgend, Rhondda Cynon Taf y Neath Port Talbot
El parque nacional de Brecon Beacons cubre cerca de un tercio de la región, en donde se encuentra Pen y Fan, la más alta montaña al sur de Snowdonia.